# 相见太晚
《相见太晚》为台湾歌手赵咏华第五张精选专辑，于1999年6月26日发行。这张专辑是在与滚石唱片无合约的情况下录制的，推出时遇上921大地震，却依然创造了20万的销售佳绩。第一主打为同名歌曲《相见太晚》，亦是她后期著名曲目之一。後來也成為蘇有朋自製自演的連續劇「非緣勿擾」的片尾曲。

## 曲目
共有20首曲目，分为CD1与CD2，其中有5首新歌。

### CD1
| 曲序 | 曲目       |        | 作曲   | 编曲   | 製作人 | 备注                                                                              |
| ---- | ---------- | ------ | ------ | ------ | ------ | --------------------------------------------------------------------------------- |
| 1.   | 相见太晚   | 小虫   | 小虫   | 涂惠源 | 小虫   | 第一主打 三立『天仙傳奇』片尾曲 三立『流氓律師』片頭曲 TVBS-G『大鬧廣昌隆』片頭曲 |
| 2.   | 爱到最深处 | 潘協慶 | 潘協慶 | 赖雨农 | 賴雨辰 | 与周华健合唱                                                                      |

03. 只要你對我再好一點 【作詞：姚若龍，作曲：李正帆，編曲：李正帆，製作：李正帆，首次收錄在專輯《只要你對我再好一點》裡，粵語版：陳慧嫻＆黎瑞恩《為情為愛》】
04. 誰要我寵壞了你 【作詞：陳樂融，作曲：李正帆，編曲：李正帆，製作：李正帆，首次收錄在專輯《求婚》裡】
05. 問心無愧 【作詞：陳樂融，作曲：李正帆，編曲：李正帆，製作：李正帆，首次收錄在精選輯《問心無愧》裡】
06. 求婚 【作詞：姚若龍，作曲：李正帆，編曲：李正帆，製作：李正帆，首次收錄在專輯《求婚》裡】
07. 最浪漫的事 【作詞：姚若龍，作曲：李正帆，編曲：李正帆，製作：李正帆，首次收錄在專輯《我的愛 我的夢 我的家》裡，粵語版：王菲《平凡最浪漫》】
08. 我的愛 我的夢 我的家 【作詞：丁曉雯，作曲：黃怡，編曲：張乃仁，製作：李正帆，首次收錄在專輯《我的愛 我的夢 我的家》裡，原唱鳳飛飛】
09. 最真的期待 【作詞：陳樂融，作曲：陳揚，編曲：李正帆，製作：李正帆，首次收錄在專輯《只要你對我再好一點》裡，粵語版：陳慧嫻《你身邊永是我》】
10. 我愛你，最好只到這裡 【作詞：陳小蟲，作曲：小蟲，編曲：張乃仁，製作：周華健，首次收錄在專輯《最好只到這裡》裡】

### CD2
| 曲序 | 曲目         |        | 作曲        | 编曲        | 製作人      | 备注           |
| ---- | ------------ | ------ | ----------- | ----------- | ----------- | -------------- |
| 1.   | I will smile | 娃娃   | Keith Ringo | Keith Ringo | Keith Ringo | 与戴爱玲合唱   |
| 2.   | 黑夜白天     | 林秋离 | 熊美玲      | Keith Ringo | Keith Ringo | 翻唱自黄莺莺   |
| 3.   | 听我唱这首歌 | 陈明章 | 陈明章      | Keith Ringo | Keith Ringo | 重唱1988年歌曲 |

04. 越飛越高 【作詞：王明輝，作曲：Keith Steward，編曲：Keith Steward，製作：王明輝、陳主惠，首次收錄在專輯《多說一些話》裡】
05. 我想我已經愛上你 【作詞：劉志宏，作曲：劉志宏，編曲：黃大煒，製作：黃大煒，首次收錄在專輯《我想我已經愛上你》裡】
06. 趁著心還能飛 【作詞：姚若龍，作曲：王宗賢，編曲：黃大煒，製作：黃大煒，首次收錄在專輯《我想我已經愛上你》裡】
07. 別問我會不會後悔 【作詞：黃鬱文，作曲：Neil Boisen（倪柏聖），編曲：Neil Boisen（倪柏聖），製作：鈕大可，首次收錄在專輯《別問我會不會後悔》裡】
08. 永遠的夢 【作詞：趙詠華，作曲：蔡宗政，編曲：Neil Boisen（倪柏聖），製作：鈕大可，首次收錄在專輯《別問我會不會後悔》裡】
09. 希望之歌 【作詞：姚謙，作曲：張弘毅，編曲：張弘毅，製作：張弘毅，首次收錄在專輯《最好只到這裡》裡】
10. 從來不肯對你說 【作詞：陳家麗，作曲：張弘毅，編曲：張弘毅，製作：王明輝、陳主惠，首次收錄在專輯《多說一些話》裡】
注：表中的Keith Ringo即制作人Keith Stuart

## 唱片版本
- CD版

## 音乐录影带
| 相见太晚     | Youtube | （页面存档备份，存于） | 导演为邝盛             |
| 爱到最深处   | Youtube | （页面存档备份，存于） | 导演为马宜中           |
| I will smile | Youtube |                        | “二十万烛光”演唱会片段 |
| 黑夜白天     | Youtube |                        | “二十万烛光”演唱会片段 |